# José Maria Brandão Castelo Branco Sobrinho
José Moreira Brandão Castelo Branco Sobrinho (São Gonçalo, 13 de novembro de 1888 – , ) foi um advogado e político brasileiro.
Filho de Joaquim Manuel Teixeira de Moura e de Ana Corina Teixeira de Moura, casou com Dinorá Brandão Castelo Branco, com quem teve cinco filhos.
Foi nomeado interventor federal no Acre pelo presidente Getúlio Vargas, cargo que exerceu de 21 de setembro de 1934 a 14 de abril de 1935